# Suryavarman II
Suryavarman II (khmer: សូរ្យវរ្ម័នទី២, Paramavishnuloka; ... – 1150 circa) è stato re dell'impero Khmer dal 1113 al 1150 circa.

## Biografia
Costruì Angkor Wat, un complesso di templi che egli dedicò a Visnù, ed è generalmente considerato uno dei più grandi monarchi del suo impero.
Un'iscrizione ricorda che pervenne al potere con la violenza, saltando in cima all'elefante dello zio Dharanindravarman I e uccidendolo come fece il dio Garuḍa che nelle sembianze di un uccello catturò un serpente con gli artigli.
Egli riunì l'impero dopo anni di malcontento ed allargò i suoi confini fino a racchiudere la maggior parte dell'odierna Thailandia, così come parte del Vietnam e della Malaysia, mentre le tre campagne per conquistare tutto il Vietnam fallirono tutte. Nel 1145 attaccò e conquistò anche il Regno di Champa, suo ex alleato, ma morì combattendo contro di esso in una successiva campagna di guerra e gli successe Dharanindravarman II.
Durante il suo regno ci furono grandi miglioramenti nell'arte e nell'architettura (presidiò la costruzione di Angkor Wat, il più grande monumento mai costruito nella capitale), e nell'uso della diplomazia (inviò degli ambasciatori anche in Cina).
Per ragioni sconosciute, Suryavarman II è il primo re khmer ad essere dipinto nell'arte. Un bassorilievo nella galleria sud di Angkor Wat lo ritrae mentre conduce la corte reale. È seduto su un elaborato palchetto con tutto il telaio scolpito in modo da somigliare ad un serpente nāga. Sulla testa porta un diadema a punta, e ha dei ciondoli alle orecchie. Indossa delle cavigliere e dei bracciali. Nella mano destra tiene quello che sembra un serpente morto (non se ne conosce il significato). Ha il dorso che si curva dolcemente, con le gambe incrociate sotto di lui. L'immagine è di generale serenità e sicurezza della sua posizione e del suo potere. È circondato da assistenti, e sopra la testa ha una moltitudine di parasoli, ventagli e scaccia mosche, che nella società di Angkor fungevano da simbolo di alto rango, così come di conforto. Ai lati ci sono dei consiglieri, alcuni dei quali con la mano sul cuore in segno di lealtà.
In altri rilievi, il re è mostrato in tenuta da guerra, in piedi sopra un elefante, tenendo un'arma nella sua mano destra e uno scudo rotondo nella sinistra; dietro di lui sono allineati vari ranghi di soldati.